# Landkreis Havelland
Landkreis Havelland is een Landkreis in de Duitse deelstaat Brandenburg. De Landkreis telt 164.693 inwoners (31 december 2020) op een oppervlakte van 1.717,15 km². Kreisstadt van het Havelland is Rathenow.

## Geschiedenis
De Landkreis werd opgericht als gevolg van de bestuurlijke herindeling van Brandenburg op 6 december 1993 en bestaat uit de voormalige Landkreisen Nauen en Rathenow.

## Steden en gemeenten
Havelland is bestuurlijk onderverdeeld in de volgende steden, gemeenten en Ämter (Inwoners op 31-12-2020).
| Zelfstandige steden 1. Falkensee (44.236) 2. Ketzin/Havel (6.595) 3. Nauen (18.540) 4. Premnitz (8.368) 5. Rathenow (24.179) Zelfstandige gemeentes 1. Brieselang (12.512) 2. Dallgow-Döberitz (10.298) 3. Milower Land (4.364) 4. Schönwalde-Glien (10.017) 5. Wustermark (9.928) | Ämter 1. Amt Friesack (6.536) 1. Friesack (Stad) (2.496) 2. Mühlenberge (717) 3. Paulinenaue (1.354) 4. Pessin (669) 5. Retzow (521) 6. Wiesenaue (779) 2. Amt Nennhausen (4.573) 1. Kotzen (616) 2. Märkisch Luch (1.265) 3. Nennhausen (1.814) 4. Stechow-Ferchesar (878) 3. Amt Rhinow (4.547) 1. Gollenberg (418) 2. Großderschau (420) 3. Havelaue (872) 4. Kleßen-Görne (357) 5. Rhinow (Stad) (1.596) 6. Seeblick (884) |

## Bestuurlijke herindelingen

### Ämter
Binnen het district hebben de volgende Ämter bestaan, die door bestuurlijke herindelingen zijn opgeheven:
- Amt Brieselang (1993-12-06 - 2003-10-25)
- Amt Ketzin (1993-12-06 - 2003-10-25)
- Amt Milow (1993-12-06 - 2003-10-25)
- Amt Nauen-Land (1993-12-06 - 2003-10-25)
- Amt Premnitz (1993-12-06 - 2003-10-25)
- Amt Rathenow (1993-12-06 - 2001-12-30)
- Amt Schönwalde (Glien) (1993-12-06 - 2003-10-25)
- Amt Wustermark (1993-12-06 - 2002-12-30)